# Alas, I Cannot Swim
Alas, I Cannot Swim è il primo album discografico della cantautrice Laura Marling, pubblicato nel 2008. Il disco ha ottenuto una nomination ai Mercury Prize ed è stato prodotto da Charlie Fink (Noah and the Whale).

## Tracce
Tutte le tracce sono state scritte e composte da Laura Marling.
1. Ghosts – 3:01
2. Old Stone – 2:59
3. Tap at My Window – 2:48
4. Failure – 3:21
5. You're No God – 2:28
6. Cross Your Fingers – 2:24
7. (Interlude) Crawled Out of the Sea – 1:16
8. My Manic and I – 3:56
9. Night Terror – 3:09
10. The Captain and the Hourglass – 3:10
11. Shine – 2:39
12. Your Only Doll (Dora) – 7:19

- L'ultimo pezzo include Alas, I Cannot Swim come traccia nascosta